# Assassino (gioco di carte)
L'assassino è un gioco di carte, per il quale solitamente si usano le carte napoletane, ma di cui esiste anche una versione con quelle francesi.

## Distribuzione delle carte
Per cominciare il mazziere pesca dal mazzo tante carte quanti sono i giocatori, preferibilmente figure, ma anche altre carte se i giocatori sono molti. Tra le varie carte ci devono assolutamente essere il re di denari (K di Quadri) e l'asso di spade (Asso di picche).

## Giocata
Il mazziere distribuisce a ognuno una carta, coperta. Colui che ha ricevuto il re di denari (K di quadri con le carte francesi) è il commissario (o anche ispettore). Mentre chi ha avuto l'asso di spade (asso di picche) è l'assassino. Tutti gli altri sono civili.
Una volta che ognuno ha visto la propria carta (che non deve mostrare a nessuno), l'assassino comincia a fare l'occhiolino ai vari giocatori: chi vede che l'assassino gli ha fatto l'occhiolino deve mostrare la propria carta e dichiararsi morto. Siccome i morti non parlano, è assolutamente proibito a un morto di rivelare l'identità dell'assassino. I civili non possono inoltre fingere di essere l'assassino e non possono suicidarsi. Il compito del commissario è di capire chi è l'assassino, cercando di scorgere chi fa l'occhiolino; se l'assassino fa l'occhiolino al commissario viene arrestato, perdendo il gioco. Il 7 di denari libera dagli anni di galera

## Fine della partita
La sfida per la vittoria è tra il commissario e l'assassino: il primo vince se riesce ad arrestare l'assassino, prima che questi abbia ucciso tutti i civili; il secondo vince se ammazza tutti i civili senza farsi scoprire dal commissario, oppure se il commissario arresta un civile.

## Varianti

### Assassino con la veggente
Una variante del gioco consiste nell'utilizzare, oltre al re di denari (K di quadri), all'asso di spade (asso di picche) e alle figure, il settebello (Q di cuori): il giocatore a cui tocca infatti il sette di denari (Q di cuori) impersona la veggente e il suo ruolo è di mandare bacetti volanti ai morti, per farli resuscitare. Deve fare attenzione a non farsi scoprire dall'assassino, che in quel caso tende ad ammazzarla subito, poiché in questa variante l'assassino ha poche probabilità di vincere finché non muore la veggente, cosa che pone fine alla possibilità per i morti di risorgere.

### Assassino con l'aiutante
Un'altra variante è l'assassino con l'aiutante dell'assassino, che viene raffigurato con il fante di spade (Jack di picche). In questa variante, praticata soprattutto quando il numero dei giocatori è superiore ad 8, quando l'assassino cerca di uccidere l'aiutante, questi non muore, bensì gli si palesa ricambiando l'occhiolino; da questo momento, anche l'aiutante può uccidere invece dell'assassino, sempre facendo l'occhiolino. La differenza tra assassino e aiutante è che il secondo non può essere arrestato dal commissario, anzi qualora questi mostrasse la carta all'aiutante, perderebbe automaticamente, come se l'avesse mostrata a un civile. Ciò rende ancora più urgente per il commissario scoprire l'assassino, solo arrestando il quale può vincere la partita.

### Assassino con aiutante e con veggente
Quando il numero dei giocatori è elevato si possono combinare le due varianti per rendere il gioco ancora più vario.

### Assassino alla chigghie ch'spara
Come assassino si usa l'asso di bastoni (vedere statua assassino al louvre). L'asso di spade è l'ergastolo, il 3 di denari vale come - 3. All'interno di una mano si possono fare 2 change di carte con un avversario.